# Plácido Domingo/Diskografie
Diese Diskografie ist eine Übersicht über die musikalischen Werke des spanischen Opernsängers Plácido Domingo. Den Schallplattenauszeichnungen zufolge hat er bisher mehr als 24,5 Millionen Tonträger verkauft, davon allein in seiner Heimat über 2,5 Millionen. Seine erfolgreichste Veröffentlichung ist das Album In Concert mit über 8,8 Millionen verkauften Einheiten.

## Alben

### Studioalben
| Jahr | Titel Musiklabel                                                     | Höchstplatzierung, Gesamtwochen, AuszeichnungChartplatzierungen (Jahr, Titel, Musiklabel, Platzierungen, Wochen, Auszeichnungen, Anmerkungen) | Höchstplatzierung, Gesamtwochen, AuszeichnungChartplatzierungen (Jahr, Titel, Musiklabel, Platzierungen, Wochen, Auszeichnungen, Anmerkungen) | Höchstplatzierung, Gesamtwochen, AuszeichnungChartplatzierungen (Jahr, Titel, Musiklabel, Platzierungen, Wochen, Auszeichnungen, Anmerkungen) | Höchstplatzierung, Gesamtwochen, AuszeichnungChartplatzierungen (Jahr, Titel, Musiklabel, Platzierungen, Wochen, Auszeichnungen, Anmerkungen) | Höchstplatzierung, Gesamtwochen, AuszeichnungChartplatzierungen (Jahr, Titel, Musiklabel, Platzierungen, Wochen, Auszeichnungen, Anmerkungen) | Höchstplatzierung, Gesamtwochen, AuszeichnungChartplatzierungen (Jahr, Titel, Musiklabel, Platzierungen, Wochen, Auszeichnungen, Anmerkungen) | Anmerkungen                              |
| Jahr | Titel Musiklabel                                                     | DE | AT | CH | UK | US | ES | Anmerkungen                              |
| ---- | -------------------------------------------------------------------- | --- | --- | --- | --- | --- | --- | ---------------------------------------- |
| 1981 | Tango                                                                | — | — | — | — | — | ES— GoldES | Erstveröffentlichung: 1981               |
| 1982 | Canciones Mexicanas CBS Records                                      | — | — | — | — | — | ES— GoldES | Erstveröffentlichung: Mai 1982           |
| 1983 | My Life for a Song CBS Records                                       | — | — | — | UK31 (8 Wo.)UK | — | — | Erstveröffentlichung: Mai 1983           |
| 1983 | Bravo Domingo                                                        | — | — | — | — | — | ES— PlatinES | Erstveröffentlichung: 1983               |
| 1984 | Bizet: Carmen                                                        | — | — | — | — | — | — | Erstveröffentlichung: 1984 Oper          |
| 1984 | Siempre En Mi Corazón                                                | — | — | — | — | — | ES— GoldES | Erstveröffentlichung: 1984               |
| 1986 | Christmas with Plácido Domingo                                       | — | — | — | — | — | — | Erstveröffentlichung: 1986               |
| 1989 | Goya: A Life in Song CBS Records                                     | — | — | — | UK36 (4 Wo.)UK | — | — | Erstveröffentlichung: März 1989          |
| 1989 | Die schönste Stimme Polystar                                         | DE6 Gold · (12 Wo.)DE | — | — | — | — | — | Erstveröffentlichung: Dezember 1989      |
| 1990 | Be My Love: An Album of Love EMI                                     | — | — | — | UK14 Gold · (12 Wo.)UK | US171 (6 Wo.)US | — | Erstveröffentlichung: November 1990      |
| 1990 | Sonadores de Espana                                                  | — | — | — | — | — | ES— PlatinES | Erstveröffentlichung: 1990               |
| 1991 | Por Fin Juntos                                                       | — | — | — | — | — | ES— PlatinES | Erstveröffentlichung: 1991               |
| 1991 | The Broadway I Love                                                  | — | — | — | UK45 Silber · (6 Wo.)UK | — | — | Erstveröffentlichung: November 1991      |
| 1994 | De mi alma latina – From My Latin Soul EMI                           | — | — | — | UK97 (1 Wo.)UK | — | — | Erstveröffentlichung: 13. September 1994 |
| 1997 | De mi alma latina, Volume 2 EMI                                      | — | — | — | — | — | — | Erstveröffentlichung: 27. Mai 1997       |
| 1998 | Por Amor auch bekannt als Las Canciones de Agustín Lara Warner Music | — | — | — | — | — | — | Erstveröffentlichung: 25. August 1998    |
| 1999 | 100 Anos de Mariachi EMI                                             | — | — | — | — | US— PlatinUS | ES— PlatinES | Erstveröffentlichung: 5. Oktober 1999    |
| 2002 | Sacred Songs Deutsche Grammophon                                     | — | — | — | — | — | — | Erstveröffentlichung: 2002               |
| 2006 | Italia, ti amo Deutsche Grammophon                                   | — | — | — | — | — | — | Erstveröffentlichung: 2006               |
| 2008 | Pasión española Deutsche Grammophon                                  | — | — | — | — | — | ES— GoldES | Erstveröffentlichung: 13. Mai 2008       |
| 2008 | Amore Infinito                                                       | DE99 (1 Wo.)DE | — | — | — | US117 (2 Wo.)US | ES39 (16 Wo.)ES | Erstveröffentlichung: November 2008      |
| 2012 | Songs                                                                | — | AT20 (8 Wo.)AT | — | UK78 (2 Wo.)UK | US136 (2 Wo.)US | ES37 (4 Wo.)ES | Erstveröffentlichung: Oktober 2012       |
| 2014 | Encanto del mar Sony Classical                                       | — | — | — | — | — | — | Erstveröffentlichung: 6. Oktober 2014    |
| 2015 | My Christmas Sony Classical                                          | — | — | — | — | — | — | Erstveröffentlichung: 30. Oktober 2015   |

grau schraffiert: keine Chartdaten aus diesem Jahr verfügbar

### Gemeinschaftsalben
| Jahr | Titel Musiklabel                                                          | Höchstplatzierung, Gesamtwochen, AuszeichnungChartplatzierungen (Jahr, Titel, Musiklabel, Platzierungen, Wochen, Auszeichnungen, Anmerkungen) | Höchstplatzierung, Gesamtwochen, AuszeichnungChartplatzierungen (Jahr, Titel, Musiklabel, Platzierungen, Wochen, Auszeichnungen, Anmerkungen) | Höchstplatzierung, Gesamtwochen, AuszeichnungChartplatzierungen (Jahr, Titel, Musiklabel, Platzierungen, Wochen, Auszeichnungen, Anmerkungen) | Höchstplatzierung, Gesamtwochen, AuszeichnungChartplatzierungen (Jahr, Titel, Musiklabel, Platzierungen, Wochen, Auszeichnungen, Anmerkungen) | Höchstplatzierung, Gesamtwochen, AuszeichnungChartplatzierungen (Jahr, Titel, Musiklabel, Platzierungen, Wochen, Auszeichnungen, Anmerkungen) | Höchstplatzierung, Gesamtwochen, AuszeichnungChartplatzierungen (Jahr, Titel, Musiklabel, Platzierungen, Wochen, Auszeichnungen, Anmerkungen) | Anmerkungen                                                                  |
| Jahr | Titel Musiklabel                                                          | DE | AT | CH | UK | US | ES | Anmerkungen                                                                  |
| ---- | ------------------------------------------------------------------------- | --- | --- | --- | --- | --- | --- | ---------------------------------------------------------------------------- |
| 1981 | Perhaps Love CBS Records                                                  | — | — | — | UK17 Gold · (21 Wo.)UK | US18 Platin · (27 Wo.)US | — | Erstveröffentlichung: November 1981 mit John Denver                          |
| 1985 | Andrew Lloyd Webber: Requiem Angel Records                                | — | — | — | UK4 Platin · (18 Wo.)UK | — | — | Erstveröffentlichung: März 1985 mit Sarah Brightman, Dirigent: Lorin Maazel  |
| 1986 | A Night At The Opera                                                      | — | — | — | — | — | — | Erstveröffentlichung: 1986 mit Jean-Pierre Rampal                            |
| 1992 | From The Barcelona Games                                                  | — | AT14 (8 Wo.)AT | — | UK41 (3 Wo.)UK | — | — | Erstveröffentlichung: Juli 1992 mit Montserrat Caballé und José Carreras     |
| 1996 | A Celebration of Christmas Erato                                          | DE37 (4 Wo.)DE | AT10 (2 Wo.)AT | — | — | — | — | Erstveröffentlichung: Oktober 1996 mit Natalie Cole und José Carreras        |
| 1996 | Classic Christmas Album Weihnachts-Gala der Weltstars Deutsche Grammophon | DE48 (3 Wo.)DE | — | — | — | — | — | Erstveröffentlichung: Dezember 1996 mit Kiri Te Kanawa und Luciano Pavarotti |
| 1997 | Sanctus: Das Konzert für die Seele Deutsche Grammophon                    | DE39 (1 Wo.)DE | — | — | — | — | — | Erstveröffentlichung: März 1997 mit Andrea Bocelli und Luciano Pavarotti     |
| 1997 | Pucciniarior                                                              | — | — | — | — | — | — | Erstveröffentlichung: 1997 mit José Carreras                                 |
| 2006 | Das Waldbühnen-Konzert Deutsche Grammophon                                | DE68 (7 Wo.)DE | — | — | — | — | — | Erstveröffentlichung: November 2006 mit Netrebko und Rolando Villazón        |
| 2007 | Gitano Virgin Classics                                                    | DE50 (7 Wo.)DE | AT38 (7 Wo.)AT | — | — | — | — | Erstveröffentlichung: 5. Februar 2007 mit Rolando Villazón                   |
| 2016 | Notte magica – A Tribute To The Three Tenors Masterworks                  | — | AT33 (2 Wo.)AT | CH33 (6 Wo.)CH | — | US186 (1 Wo.)US | — | Erstveröffentlichung: 30. September 2016 mit Il Volo                         |

grau schraffiert: keine Chartdaten aus diesem Jahr verfügbar

#### Christmas in Vienna
| Jahr | Titel Musiklabel                       | Höchstplatzierung, Gesamtwochen, AuszeichnungChartplatzierungen (Jahr, Titel, Musiklabel, Platzierungen, Wochen, Auszeichnungen, Anmerkungen) | Höchstplatzierung, Gesamtwochen, AuszeichnungChartplatzierungen (Jahr, Titel, Musiklabel, Platzierungen, Wochen, Auszeichnungen, Anmerkungen) | Höchstplatzierung, Gesamtwochen, AuszeichnungChartplatzierungen (Jahr, Titel, Musiklabel, Platzierungen, Wochen, Auszeichnungen, Anmerkungen) | Höchstplatzierung, Gesamtwochen, AuszeichnungChartplatzierungen (Jahr, Titel, Musiklabel, Platzierungen, Wochen, Auszeichnungen, Anmerkungen) | Höchstplatzierung, Gesamtwochen, AuszeichnungChartplatzierungen (Jahr, Titel, Musiklabel, Platzierungen, Wochen, Auszeichnungen, Anmerkungen) | Höchstplatzierung, Gesamtwochen, AuszeichnungChartplatzierungen (Jahr, Titel, Musiklabel, Platzierungen, Wochen, Auszeichnungen, Anmerkungen) | Anmerkungen                                                                                  |
| Jahr | Titel Musiklabel                       | DE | AT | CH | UK | US | ES | Anmerkungen                                                                                  |
| ---- | -------------------------------------- | --- | --- | --- | --- | --- | --- | -------------------------------------------------------------------------------------------- |
| 1993 | Christmas In Vienna Sony Classical     | DE13 Gold · (9 Wo.)DE | AT2 Platin · (5 Wo.)AT | CH7 Gold · (2 Wo.)CH | UK71 (2 Wo.)UK | US154 (3 Wo.)US | — | Erstveröffentlichung: 5. Oktober 1993 mit Diana Ross und José Carreras                       |
| 1994 | Christmas In Vienna II Sony Classical  | DE41 (5 Wo.)DE | AT7 (2 Wo.)AT | — | UK60 (5 Wo.)UK | — | — | Erstveröffentlichung: November 1994 mit Dionne Warwick                                       |
| 1995 | Christmas In Vienna III Sony Classical | DE50 (2 Wo.)DE | — | — | — | — | — | Erstveröffentlichung: November 1995 mit Charles Aznavour und Sissel Kyrkjebø                 |
| 1997 | Christmas In Vienna IV Sony Classical  | DE61 (3 Wo.)DE | AT16 (4 Wo.)AT | — | — | US192 (2 Wo.)US | — | Erstveröffentlichung: November 1997 mit Michael Bolton und Ying Huang                        |
| 1998 | Christmas In Vienna V Sony Classical   | DE33 (4 Wo.)DE | AT26 (4 Wo.)AT | — | — | — | — | Erstveröffentlichung: November 1998 mit Riccardo Cocciante, Sarah Brightman und Helmut Lotti |
| 1999 | Christmas In Vienna VI Sony Classical  | DE49 (4 Wo.)DE | — | CH97 (1 Wo.)CH | — | — | — | Erstveröffentlichung: Oktober 1999 mit Alejandro Fernández und Patricia Kaas                 |
| 2001 | Christmas In Vienna VII Sony Classical | DE79 (2 Wo.)DE | AT48 (5 Wo.)AT | CH78 (1 Wo.)CH | — | US102 (6 Wo.)US | — | Erstveröffentlichung: Oktober 2001 mit Tony Bennett, Vanessa Williams und Charlotte Church   |

grau schraffiert: keine Chartdaten aus diesem Jahr verfügbar

#### Die 3 Tenöre
Die folgenden Alben sind Aufnahmen zusammen mit José Carreras und Luciano Pavarotti

| Jahr | Titel                                                                             | Höchstplatzierung, Gesamtwochen, AuszeichnungChartplatzierungen (Jahr, Titel, Platzierungen, Wochen, Auszeichnungen, Anmerkungen) | Höchstplatzierung, Gesamtwochen, AuszeichnungChartplatzierungen (Jahr, Titel, Platzierungen, Wochen, Auszeichnungen, Anmerkungen) | Höchstplatzierung, Gesamtwochen, AuszeichnungChartplatzierungen (Jahr, Titel, Platzierungen, Wochen, Auszeichnungen, Anmerkungen) | Höchstplatzierung, Gesamtwochen, AuszeichnungChartplatzierungen (Jahr, Titel, Platzierungen, Wochen, Auszeichnungen, Anmerkungen) | Höchstplatzierung, Gesamtwochen, AuszeichnungChartplatzierungen (Jahr, Titel, Platzierungen, Wochen, Auszeichnungen, Anmerkungen) | Höchstplatzierung, Gesamtwochen, AuszeichnungChartplatzierungen (Jahr, Titel, Platzierungen, Wochen, Auszeichnungen, Anmerkungen) | Anmerkungen                                                                   |
| Jahr | Titel                                                                             | DE | AT | CH | UK | US | ES | Anmerkungen                                                                   |
| ---- | --------------------------------------------------------------------------------- | --- | --- | --- | --- | --- | --- | ----------------------------------------------------------------------------- |
| 1990 | In Concert                                                                        | DE3 Platin · (102 Wo.)DE | AT2 Gold · (23 Wo.)AT | CH10 Gold · (16 Wo.)CH | UK1 ×5Fünffachplatin (1991) + Gold (2013) · (82 Wo.)UK                                                                            | US53 ×3Dreifachplatin · (100 Wo.)US                                                                                               | ES85 ×1414-fach-Platin · (1 Wo.)ES                                                                                                | Erstveröffentlichung: August 1990 mit Zubin Mehta                             |
| 1994 | In Concert 1994                                                                   | DE2 ×3Dreifachgold · (48 Wo.)DE                                                                                                   | AT1 ×2Doppelplatin · (22 Wo.)AT                                                                                                   | CH3 Platin · (22 Wo.)CH | UK1 ×2Doppelplatin · (28 Wo.)UK                                                                                                   | US4 Platin · (33 Wo.)US | — | Erstveröffentlichung: August 1994 mit Zubin Mehta                             |
| 1998 | Three Tenors, Paris 98                                                            | DE3 (18 Wo.)DE | AT8 Gold · (16 Wo.)AT | CH10 Gold · (10 Wo.)CH | UK14 Silber · (9 Wo.)UK | US83 Gold · (10 Wo.)US | — | Erstveröffentlichung: August 1998 mit James Levine                            |
| 2000 | Weihnachten mit den drei Tenören auch bekannt als Christmas with The Three Tenors | DE9 Gold · (5 Wo.)DE | AT3 (6 Wo.)AT | CH11 (4 Wo.)CH | UK57 Silber · (2 Wo.)UK | US54 Gold · (8 Wo.)US | — | Erstveröffentlichung: November 2000                                           |
| 2002 | Best of                                                                           | — | AT37 (6 Wo.)AT | — | UK86 Gold · (1 Wo.)UK | — | — | Erstveröffentlichung: Mai 2002                                                |
| 2017 | Christmas with The Three Tenors                                                   | — | AT66 (1 Wo.)AT | — | — | — | — | Erstveröffentlichung: 20. Oktober 2017 nicht identisch mit dem Album von 2000 |

grau schraffiert: keine Chartdaten aus diesem Jahr verfügbar

### Kompilationen
| Jahr | Titel Musiklabel                                                   | Höchstplatzierung, Gesamtwochen, AuszeichnungChartplatzierungen (Jahr, Titel, Musiklabel, Platzierungen, Wochen, Auszeichnungen, Anmerkungen) | Höchstplatzierung, Gesamtwochen, AuszeichnungChartplatzierungen (Jahr, Titel, Musiklabel, Platzierungen, Wochen, Auszeichnungen, Anmerkungen) | Höchstplatzierung, Gesamtwochen, AuszeichnungChartplatzierungen (Jahr, Titel, Musiklabel, Platzierungen, Wochen, Auszeichnungen, Anmerkungen) | Höchstplatzierung, Gesamtwochen, AuszeichnungChartplatzierungen (Jahr, Titel, Musiklabel, Platzierungen, Wochen, Auszeichnungen, Anmerkungen) | Höchstplatzierung, Gesamtwochen, AuszeichnungChartplatzierungen (Jahr, Titel, Musiklabel, Platzierungen, Wochen, Auszeichnungen, Anmerkungen) | Höchstplatzierung, Gesamtwochen, AuszeichnungChartplatzierungen (Jahr, Titel, Musiklabel, Platzierungen, Wochen, Auszeichnungen, Anmerkungen) | Anmerkungen |
| Jahr | Titel Musiklabel                                                   | DE | AT | CH | UK | US | ES | Anmerkungen |
| ---- | ------------------------------------------------------------------ | --- | --- | --- | --- | --- | --- | --- |
| 1984 | Una Voz Por El Mundo Deutsche Grammophon                           | — | — | — | — | — | ES— PlatinES | Erstveröffentlichung: 1984 |
| 1986 | The Placido Domingo Collection Stylus Music                        | — | — | — | UK30 Gold · (14 Wo.)UK | — | — | Erstveröffentlichung: Dezember 1986 |
| 1988 | Greatest Love Songs CBS Records                                    | — | — | — | UK63 (2 Wo.)UK | — | — | Erstveröffentlichung: 22. Januar 1988 |
| 1988 | Romanzas de Zarzuelas                                              | — | — | — | — | — | ES— ×2DoppelplatinES | Erstveröffentlichung: 1988 |
| 1989 | The Essential Domingo: Popular Songs and Arias Deutsche Grammophon | — | — | — | UK20 Gold · (8 Wo.)UK | — | — | Erstveröffentlichung: März 1989 |
| 1992 | Arias And Spanish Songs                                            | — | — | — | UK47 (3 Wo.)UK | — | — | Erstveröffentlichung: Juni 1992 |
| 1992 | Domingo Deutsche Grammophon                                        | — | — | — | UK— SilberUK | — | — | Erstveröffentlichung: 1992 |
| 1995 | Christmas With Carreras - Domingo - Pavarotti Sony Classical       | — | — | — | — | — | — | Erstveröffentlichung: 1995 mit José Carreras und Luciano Pavarotti                                                                                            |
| 1996 | Christmas In Vienna – Best of Sony Classical                       | DE60 (3 Wo.)DE | AT37 (4 Wo.)AT | — | — | — | — | Erstveröffentlichung: November 1996 mit Helmut Lotti, Patricia Kaas, Vanessa Williams, Charlotte Church, Sarah Brightman, José Carreras und Luciano Pavarotti |
| 1996 | Love Songs + Tangos                                                | DE— GoldDE | — | — | — | — | — | Erstveröffentlichung: 1996 |
| 2000 | Songs of Love – Love Songs                                         | DE83 (3 Wo.)DE | — | — | UK53 (4 Wo.)UK | — | — | Erstveröffentlichung: 4. September 2000 |
| 2003 | Bravo! – The Best of EMI                                           | — | — | — | — | — | — | Erstveröffentlichung: 2003 |
| 2010 | The Placido Domingo Story Deutsche Grammophon                      | — | — | — | — | — | — | Erstveröffentlichung: 2010 |
| 2013 | The Best of Universal Music                                        | — | — | — | — | — | — | Erstveröffentlichung: 10. Juni 2013 |
| 2013 | Verdi Deutsche Grammophon                                          | — | AT27 (2 Wo.)AT | — | — | — | ES43 (6 Wo.)ES | Erstveröffentlichung: August 2013 Dirigent: Pablo Heras-Casado                                                                                                |

grau schraffiert: keine Chartdaten aus diesem Jahr verfügbar

## Singles
| Jahr | Titel Album                            | Höchstplatzierung, Gesamtwochen, AuszeichnungChartplatzierungen (Jahr, Titel, Album, Platzierungen, Wochen, Auszeichnungen, Anmerkungen) | Höchstplatzierung, Gesamtwochen, AuszeichnungChartplatzierungen (Jahr, Titel, Album, Platzierungen, Wochen, Auszeichnungen, Anmerkungen) | Höchstplatzierung, Gesamtwochen, AuszeichnungChartplatzierungen (Jahr, Titel, Album, Platzierungen, Wochen, Auszeichnungen, Anmerkungen) | Höchstplatzierung, Gesamtwochen, AuszeichnungChartplatzierungen (Jahr, Titel, Album, Platzierungen, Wochen, Auszeichnungen, Anmerkungen) | Höchstplatzierung, Gesamtwochen, AuszeichnungChartplatzierungen (Jahr, Titel, Album, Platzierungen, Wochen, Auszeichnungen, Anmerkungen) | Höchstplatzierung, Gesamtwochen, AuszeichnungChartplatzierungen (Jahr, Titel, Album, Platzierungen, Wochen, Auszeichnungen, Anmerkungen) | Anmerkungen                                                             |
| Jahr | Titel Album                            | DE | AT | CH | UK | US | ES | Anmerkungen                                                             |
| ---- | -------------------------------------- | --- | --- | --- | --- | --- | --- | ----------------------------------------------------------------------- |
| 1981 | Perhaps Love                           | — | — | — | UK46 (9 Wo.)UK | US59 (7 Wo.)US | — | Erstveröffentlichung: November 1981 mit John Denver                     |
| 1989 | Till I Loved You Goya: A Life in Song  | — | — | — | UK24 (11 Wo.)UK | — | — | Erstveröffentlichung: Mai 1989 mit Jennifer Rush                        |
| 1990 | Nessun dorma Opera Extravaganza        | — | — | — | UK59 (5 Wo.)UK | — | — | Erstveröffentlichung: Mai 1990 mit Luis Cobos                           |
| 1994 | Fire In Your Heart Innerst i sjelen    | DE26 (9 Wo.)DE | — | CH20 (8 Wo.)CH | — | — | — | Erstveröffentlichung: März 1994 mit Sissel Kyrkjebø                     |
| 1994 | Libiamo / La donna è mobile In Concert | — | — | — | UK21 (5 Wo.)UK | — | — | Erstveröffentlichung: Juli 1994 mit José Carreras und Luciano Pavarotti |
| 1998 | You’ll Never Walk Alone Paris 1998     | DE46 (4 Wo.)DE | — | CH28 (2 Wo.)CH | UK35 (9 Wo.)UK | — | — | Erstveröffentlichung: Juli 1998 mit José Carreras und Luciano Pavarotti |

grau schraffiert: keine Chartdaten aus diesem Jahr verfügbar

### Boxsets
| Jahr | Titel Musiklabel              | Höchstplatzierung, Gesamtwochen, AuszeichnungChartplatzierungen (Jahr, Titel, Musiklabel, Platzierungen, Wochen, Auszeichnungen, Anmerkungen) | Höchstplatzierung, Gesamtwochen, AuszeichnungChartplatzierungen (Jahr, Titel, Musiklabel, Platzierungen, Wochen, Auszeichnungen, Anmerkungen) | Höchstplatzierung, Gesamtwochen, AuszeichnungChartplatzierungen (Jahr, Titel, Musiklabel, Platzierungen, Wochen, Auszeichnungen, Anmerkungen) | Höchstplatzierung, Gesamtwochen, AuszeichnungChartplatzierungen (Jahr, Titel, Musiklabel, Platzierungen, Wochen, Auszeichnungen, Anmerkungen) | Höchstplatzierung, Gesamtwochen, AuszeichnungChartplatzierungen (Jahr, Titel, Musiklabel, Platzierungen, Wochen, Auszeichnungen, Anmerkungen) | Höchstplatzierung, Gesamtwochen, AuszeichnungChartplatzierungen (Jahr, Titel, Musiklabel, Platzierungen, Wochen, Auszeichnungen, Anmerkungen) | Anmerkungen                |
| Jahr | Titel Musiklabel              | DE | AT | CH | UK | US | ES | Anmerkungen                |
| ---- | ----------------------------- | --- | --- | --- | --- | --- | --- | -------------------------- |
| 2003 | Three Legends in 1 Collection | — | — | — | UK— GoldUK | — | — | Erstveröffentlichung: 2003 |

grau schraffiert: keine Chartdaten aus diesem Jahr verfügbar

## Statistik

### Chartauswertung
|                     | DE     | AT     | CH    | UK     | US     | ES    |
| ------------------- | ------ | ------ | ----- | ------ | ------ | ----- |
| Nummer-eins-Alben   | DE—DE  | AT1AT  | CH—CH | UK2UK  | US—US  | ES—ES |
| Top-10-Alben        | DE5DE  | AT7AT  | CH4CH | UK3UK  | US1US  | ES—ES |
| Alben in den Charts | DE20DE | AT18AT | CH8CH | UK21UK | US12US | ES4ES |

|                       | DE    | AT    | CH    | UK    | US    | ES    |
| --------------------- | ----- | ----- | ----- | ----- | ----- | ----- |
| Nummer-eins-Singles   | DE—DE | AT—AT | CH—CH | UK—UK | US—US | ES—ES |
| Top-10-Singles        | DE—DE | AT—AT | CH—CH | UK—UK | US—US | ES—ES |
| Singles in den Charts | DE2DE | AT—AT | CH2CH | UK5UK | US1US | ES—ES |

### Auszeichnungen für Musikverkäufe
| Land/RegionAuszeichnungen für Musikverkäufe (Land/Region, Auszeichnungen, Verkäufe, Quellen) | Silber     | Gold       | Platin         | Verkäufe    | Quellen |
| -------------------------------------------------------------------------------------------- | ---------- | ---------- | -------------- | ----------- | --- |
| Argentinien (CAPIF)                                                                          | —          | Gold1      | 4× Platin4     | 218.000     | capif.org.ar (Memento vom 31. Mai 2011 im Internet Archive) AR2 (Memento vom 6. Juli 2011 im Internet Archive) |
| Australien (ARIA)                                                                            | —          | Gold1      | 7× Platin7     | 525.000     | aria.com.au |
| Belgien (BRMA)                                                                               | —          | Gold1      | 2× Platin2     | 125.000     | ultratop.be |
| Brasilien (PMB)                                                                              | —          | —          | Platin1        | 250.000     | pro-musicabr.org.br                                                                                            |
| Dänemark (IFPI)                                                                              | —          | Gold1      | —              | 25.000      | Einzelnachweise                                                                                                |
| Deutschland (BVMI)                                                                           | —          | 6× Gold6   | 3× Platin3     | 2.075.000   | musikindustrie.de                                                                                              |
| Europa (IFPI)                                                                                | —          | —          | 3× Platin3     | (3.000.000) | ifpi.org (Memento vom 1. Januar 2014 im Internet Archive)                                                      |
| Finnland (IFPI)                                                                              | —          | Gold1      | —              | 28.684      | ifpi.fi |
| Frankreich (SNEP)                                                                            | —          | Gold1      | 3× Platin3     | 720.000     | infodisc.fr snepmusique.com                                                                                    |
| Kanada (MC)                                                                                  | —          | Gold1      | 11× Platin11   | 790.000     | musiccanada.com                                                                                                |
| Mexiko (AMPROFON)                                                                            | —          | 3× Gold3   | —              | 250.000     | amprofon.com.mx                                                                                                |
| Neuseeland (RMNZ)                                                                            | —          | —          | 2× Platin2     | 30.000      | aotearoamusiccharts.co.nz                                                                                      |
| Niederlande (NVPI)                                                                           | —          | 3× Gold3   | 13× Platin13   | 1.440.000   | nvpi.nl |
| Norwegen (IFPI)                                                                              | —          | 2× Gold2   | Platin1        | 100.000     | ifpi.no (Memento vom 5. November 2012 im Internet Archive)                                                     |
| Österreich (IFPI)                                                                            | —          | 2× Gold2   | 5× Platin5     | 280.000     | ifpi.at |
| Polen (ZPAV)                                                                                 | —          | Gold1      | 4× Platin4     | 390.000     | olis.pl |
| Portugal (AFP)                                                                               | —          | Gold1      | —              | 20.000      | Einzelnachweise                                                                                                |
| Schweden (IFPI)                                                                              | —          | —          | Platin1        | 100.000     | sverigetopplistan.se                                                                                           |
| Schweiz (IFPI)                                                                               | —          | 3× Gold3   | Platin1        | 125.000     | hitparade.ch                                                                                                   |
| Spanien (Promusicae)                                                                         | —          | 6× Gold6   | 23× Platin23   | 2.590.000   | elportaldemusica.es ES2 ES3 ES4                                                                                |
| Vereinigte Staaten (RIAA)                                                                    | —          | 3× Gold3   | 16× Platin16   | 8.050.000   | riaa.com |
| Vereinigtes Königreich (BPI)                                                                 | 4× Silber4 | 8× Gold8   | 11× Platin11   | 3.415.000   | bpi.co.uk |
| Insgesamt                                                                                    | 4× Silber4 | 45× Gold45 | 111× Platin111 |             | |